# Claude Bourquard
Claude Bourquard (* 5. März 1937 in Belfort) ist ein ehemaliger französischer Degenfechter.

## Erfolge
Claude Bourquard wurde 1962 in Buenos Aires, 1965 in Paris und 1966 in Moskau mit der Mannschaft Weltmeister. Zudem gewann er mit ihr 1961 in Turin, 1963 in Danzig und 1967 in Montreal Silber sowie 1959 in Budapest Bronze. Im Einzel gelang ihm 1966 in Moskau der Gewinn der Vizeweltmeisterschaft. Zweimal nahm er an Olympischen Spielen teil: Bei den Olympischen Spielen 1964 in Tokio erreichte er mit der französischen Equipe das Gefecht um den dritten Platz, in dem Schweden nach einem 8:8-Unentschieden aufgrund des mit 64:59 besseren Trefferverhältnisses mit 9:6 besiegt wurde. Gemeinsam mit Jacques Guittet, Claude Brodin, Jacques Brodin und Yves Dreyfus erhielt Bourquard somit die Bronzemedaille. Die Einzelkonkurrenz schloss er auf dem sechsten Rang ab. 1968 belegte er in Mexiko-Stadt mit der Mannschaft Rang sieben, während er im Einzel in der ersten Runde ausschied. 1967 wurde er französischer Einzelmeister mit dem Degen.